# アウローラ (レーニ)
『アウローラ』（伊: Aurora、英: Aurora）は、17世紀イタリア・バロック期のボローニャ派の巨匠グイド・レーニが1614年に制作したフレスコ画である。ローマのパッラヴィチーニ＝ロスピッリオージ宮殿に隣接する庭園邸カジーノ・デッラウローラ (Casino dell'Aurora) を装飾するために描かれた。このフレスコ画はレーニの傑作とみなされている。

## カジーノ・デッラウローラ
カジーノ・デッラウローラと装飾用の絵画は、著名な芸術庇護者であったシピオーネ・ボルゲーゼ枢機卿により委嘱され、カジーノはジョルジョ・ヴァサンツィオ (Giorgio Vasanzio) とカルロ・マデルノにより設計された。カジーノの背面はローマのクイリナーレ宮殿を見下ろしており、正面はパッラヴィチーニ＝ロスピッリオージ宮殿に隣接する庭園に面している。カジーノの部屋の壁にはパウル・ブリルによる4点のフレスコ画『四季』と、アントニオ・テンペスタによる2点の『勝利』がある。

## 『アウローラ』のフレスコ画
本作に描かれているアウローラは曙の女神であり、知性や創造性の光の到来を象徴する。太陽神アポロンと月の女神セレネは彼女の兄弟で、風の神々アネモイや「明けの明星」ポースポロスの母でもある。古代ギリシアの詩人ホメロス作の『イリアス』や『オデュッセイア』の中では「バラ色の指を持つ」と歌われるため、絵画ではバラを撒きながら天空を舞い、暁の光を広げる姿で描かれる。太陽神を先導する姿や凱旋車を御す姿などが、本作のようにバロック期の天井画に好んで描かれた。
レーニの天井フレスコ画『アウローラ』は縦2.8メートル、横7メートルである。クアドロ・リポルタートと呼ばれる、下から見られることを考慮しない様式で描かれており、遠近法への関心も見られない。描かれた額縁の中で出来事が右から左に展開する。なびく金色のドレスを纏ったアウローラが花輪を持ち、薄暗い風景の上を飛翔している。彼女の後ろでは、馬車に乗った金髪のアポロンが時間の擬人像である女性たちに付き添われて、世界に光をもたらしている。作品は、「アウローラに導かれるアポロンの勝利」と呼ばれてもいいかもしれない。空中のクアドリガ (四頭立て馬車) の上には、プットのポースポロスが松明を持って飛んでいる。西風の神ゼピュロスが画面の左右両端から風を吹いている。
この絵画の1つの解釈によれば、描きこまれた紋章は依頼者シピオーネ・ボルゲーゼをアポロンに結びつけるように意図されていた。彼の芸術庇護が「暗闇に光」をもたらすというものである。絵画は、ボルゲーゼによる貪欲な古代美術品収集を支持する役割を持っていたのかもしれない。本作の様式は古典的に制御されたものであり、枢機卿のコレクションにあった古代ローマのサルコファガスに見られる人物像のポーズを模倣している。ポスフォロスのいるクアドリガに乗るアポロンを表すコンスタンティヌスの凱旋門にある浅いレリーフと、本作が部分的に類似していることを指摘している研究者たちもいる。

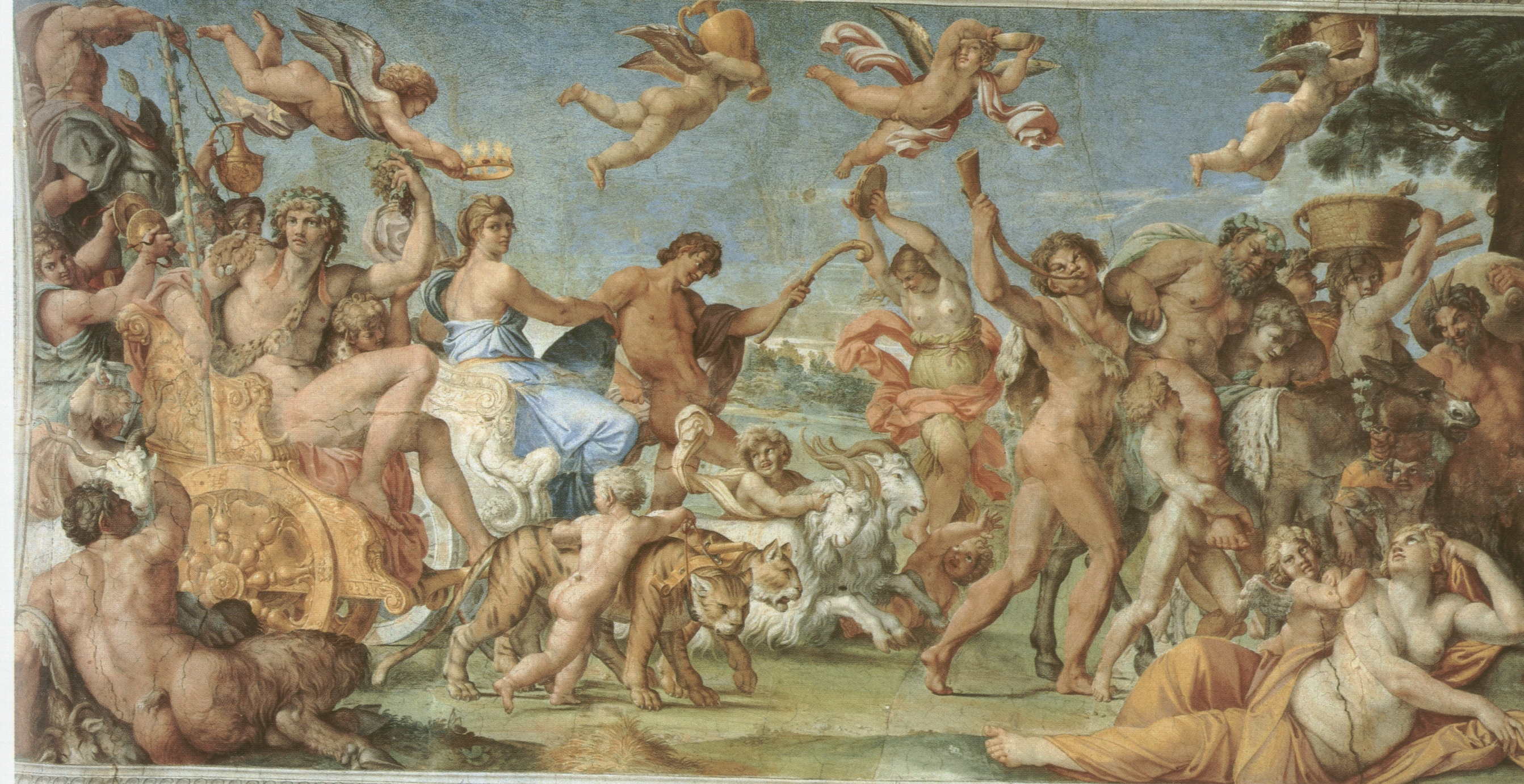
アンニーバレ・カラッチ『神々の愛』、1597-1608年、ファルネーゼ宮殿、ローマ

馬車の行進は、アンニーバレ・カラッチがバッカスとアリアドネの勝利を描いた『神々の愛』 (ファルネーゼ宮殿、ローマ) を想起させる。しかし、本作ははるかに古典的な謹厳さを持っている。人物の数が制限され、感情が表されず、過剰な筋肉質の身体が強調されていない。作品の様式はマニエリスムを通り越して、盛期ルネサンスの節度に立ち戻っているのである。クアドリガの馬たちは足並みを揃えて跳ねて、時の擬人像である女性たちは穏やかな速度で進んでいる。
本作はカラヴァッジョの初期の庇護者であったシピオーネ・ボルゲーゼからの委嘱であったにもかかわらず、生き生きとした色彩がカラヴァッジョと彼の追随者たちが描いた暴力とテネブリスムへの反動となっている。本作が、壁に掛けられたパウル・ブリルの作品とどのような関連性を持っていたのかは不明である。一方、同時期に描かれたアントニオ・テンペスタのフレスコ画も「勝利」を描いている。右側には「凱旋するローマの将軍」が、左側には「愛の勝利」が表されているのである。